# کریستیان حنای
کریستیان حنای (انگلیسی: Christian Henna؛ زادهٔ ۱۰ مارس ۱۹۷۲) بازیکن فوتبال اهل فرانسه است.
از باشگاه‌هایی که در آن بازی کرده‌است می‌توان به باشگاه فوتبال اوسر اشاره کرد.